# 1060 a tudományban
Az 1060. év a tudományban és a technikában.

## Születések
- Brahmadeva matematikus († 1130)